# Cyanocompsa
Cyanocompsa là một chi chim trong họ Cardinalidae.

## Hình ảnh

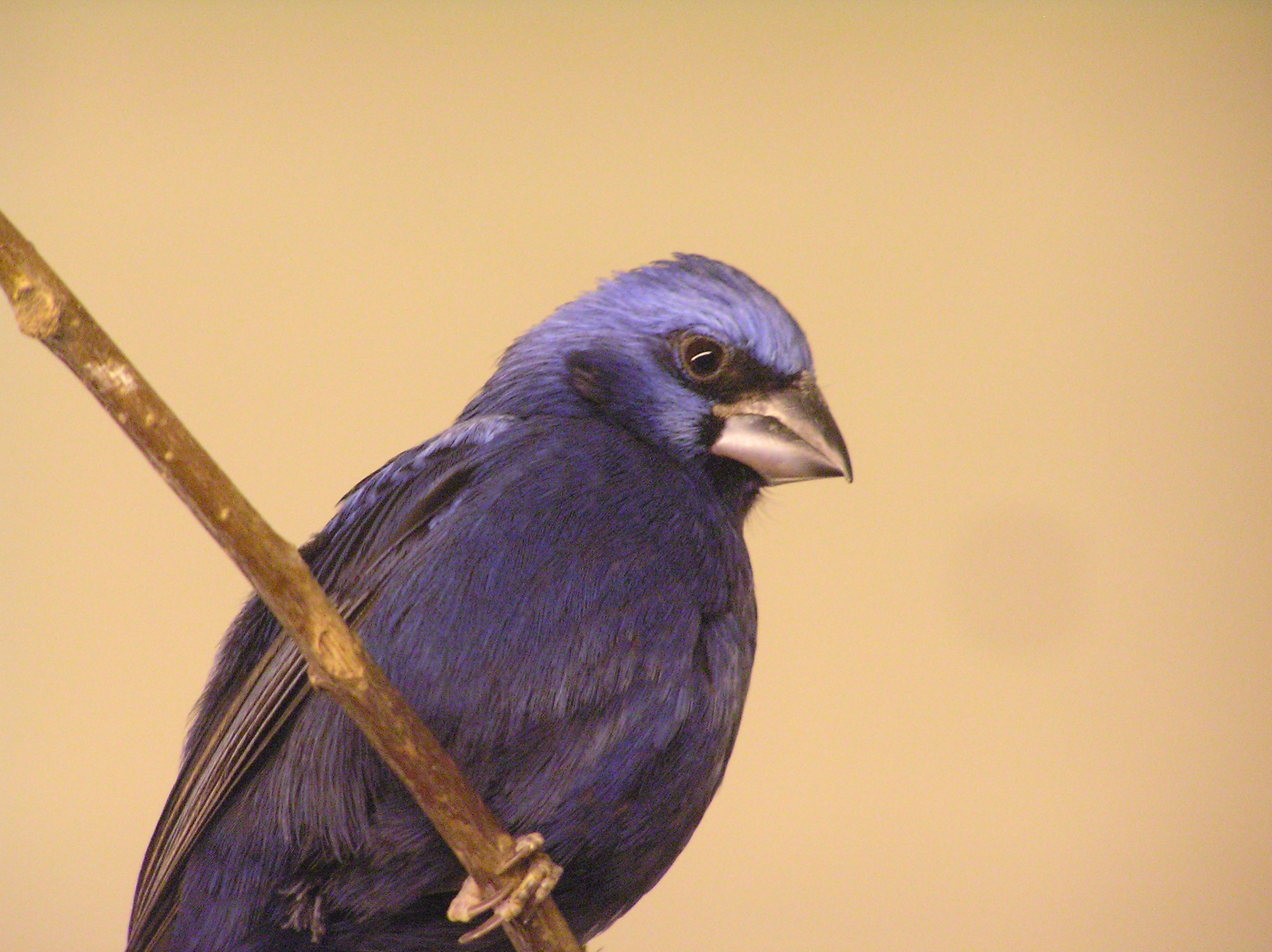
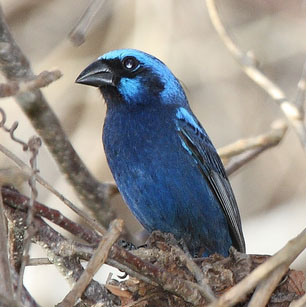